# Kampfgeschwader zur besonderen Verwendung 2
2-га бойова ескадра особливого призначення (нім. Kampfgeschwader zur besonderen Verwendung 2 (KGzbV 2) — спеціальна транспортна ескадра Люфтваффе за часів Другої світової війни.

## Історія
2-га бойова ескадра особливого призначення була сформована 26 серпня 1939 року. Ескадра складалася з чотирьох транспортних груп та штабного підрозділу. З лютого 1940 року усі групи ескадри діяли як самостійні бойові групи особливого призначення відокремлено від командування ескадри.
6 квітня 1943 року ескадра була перейменована в 3-тю транспортну ескадру.

## Командування

### Командири
- Оберст, інженер Гергард Конрад (нім. Gerhard Conrad) (26 серпня — листопад 1939)
- Оберст Карл Древес (нім. Karl Drewes) (листопад 1939 — 9 вересня 1940)
- Оберст Ганс Печ (нім. Hans Poetsch) (9 вересня 1940 — 31 січня 1941)
- Оберст Рюдігер фон Гейкінг (нім. Rüdiger von Heyking) (1 лютого — грудень 1941)
- Оберст Рудольф Траутфеттер (нім. Rudolf Trautvetter) (9 грудня 1941 — 8 квітня 1942)
- Оберст Арно де Саланж-Драббе (нім. Arno de Salengre-Drabbe) (квітень — 25 грудня 1942)
- Оберстлейтенант Вальтер Ердманн (нім. Walter Erdmann) (грудень 1942 — квітень 1943)